# Ђинђиновићи
Ђинђиновићи (ранији назив Ђенђиновићи) је насеље у општини Бар у Црној Гори. Према попису из 2003. било је 268 становника (према попису из 1991. било је 163 становника).

## Демографија
У насељу живи 204 пунолетна становника, а просечна старост становништва износи 36,2 година (38,0 код мушкараца и 34,4 код жена). У насељу има 96 домаћинстава, а просечан број чланова по домаћинству је 2,75.
Становништво у овом насељу веома је хетерогено, а у последња три пописа, примећен је пораст у броју становника.
|  |

| Демографија | Демографија | Демографија |
| Година      | Становника  | Становника  |
| ----------- | ----------- | ----------- |
|             |             |             |
|             |             |             |
|             |             |             |
|             |             |             |
| 1948.       | 55          |             |
| 1953.       | 57          |             |
| 1961.       | 78          |             |
| 1971.       | 32          |             |
| 1981.       | 140         |             |
| 1991.       | 163         | 151         |
| 2003.       | 264         | 268         |
|             |             |             |

| Етнички састав према попису из 2003.‍ | Етнички састав према попису из 2003.‍ | Етнички састав према попису из 2003.‍ | Етнички састав према попису из 2003.‍ | Етнички састав према попису из 2003.‍ |
| ------------------------------------ | ------------------------------------ | ------------------------------------ | ------------------------------------ | ------------------------------------ |
|                                      |                                      |                                      |                                      |                                      |
| Срби                                 | Срби                                 |                                      | 129                                  | 48,13%                               |
| Црногорци                            | Црногорци                            |                                      | 101                                  | 37,68%                               |
| Хрвати                               | Хрвати                               |                                      | 3                                    | 1,11%                                |
| Руси                                 | Руси                                 |                                      | 2                                    | 0,74%                                |
| непознато                            | непознато                            |                                      | 10                                   | 3,73%                                |

| Година пописа     | 1948. | 1953. | 1961. | 1971. | 1981. | 1991. | 2003. |
| ----------------- | ----- | ----- | ----- | ----- | ----- | ----- | ----- |
| Број домаћинстава | 17    | 18    | 23    | 6     | 42    | 57    | 96    |

| Број чланова      | 1  | 2  | 3  | 4  | 5  | 6 | 7 | 8 | 9 | 10 и више | Просек |
| ----------------- | -- | -- | -- | -- | -- | - | - | - | - | --------- | ------ |
| Број домаћинстава | 96 | 21 | 24 | 21 | 21 | 6 | 3 | 0 | 0 | 0         | 0      |

| Пол    | Укупно | Неожењен/Неудата | Ожењен/Удата | Удовац/Удовица | Разведен/Разведена | Непознато |
| ------ | ------ | ---------------- | ------------ | -------------- | ------------------ | --------- |
| Мушки  | 106    | 24               | 71           | 4              | 4                  | 3         |
| Женски | 105    | 18               | 66           | 9              | 9                  | 3         |
| УКУПНО | 211    | 42               | 137          | 13             | 13                 | 6         |

| Пол    | Укупно                    | Пољопривреда, лов и шумарство | Рибарство                            | Вађење руде и камена | Прерађивачка индустрија       |
| ------ | ------------------------- | ----------------------------- | ------------------------------------ | -------------------- | ----------------------------- |
| Мушки  | 36                        | 1                             | 0                                    | 0                    | 1                             |
| Женски | 18                        | 0                             | 0                                    | 0                    | 2                             |
| УКУПНО | 54                        | 1                             | 0                                    | 0                    | 3                             |
| Пол    | Производња и снабдевање   | Грађевинарство                | Трговина                             | Хотели и ресторани   | Саобраћај, складиштење и везе |
| Мушки  | 0                         | 3                             | 4                                    | 4                    | 5                             |
| Женски | 0                         | 0                             | 6                                    | 1                    | 0                             |
| УКУПНО | 0                         | 3                             | 10                                   | 5                    | 5                             |
| Пол    | Финансијско посредовање   | Некретнине                    | Државна управа и одбрана             | Образовање           | Здравствени и социјални рад   |
| Мушки  | 0                         | 0                             | 6                                    | 3                    | 1                             |
| Женски | 0                         | 0                             | 0                                    | 3                    | 2                             |
| УКУПНО | 0                         | 0                             | 6                                    | 6                    | 3                             |
| Пол    | Остале услужне активности | Приватна домаћинства          | Екстериторијалне организације и тела | Непознато            | Непознато                     |
| Мушки  | 0                         | 0                             | 0                                    | 8                    | 8                             |
| Женски | 2                         | 0                             | 0                                    | 2                    | 2                             |
| УКУПНО | 2                         | 0                             | 0                                    | 10                   | 10                            |